# Martin Skytte
Martin Skytte var biskop i Åbo stift 1528–1550. Sedan Åbo stifts siste katolske biskop, Arvid Kurck, dött 1522, stod Åbo biskopsstol ledig till 1528, då Martin Skytte av kungen utsågs till stiftets ledare. Skytte vigdes till sitt ämbete på vanligt katolskt sätt och blev för sin egen del i huvudsak den gamla läran trogen, men understödde ändå reformationen.
Martin eller Mårten Skytte var son till Jöns Olofsson (Skytte). Han fick sin första undervisning i Raumo konvent och Åbo katedralskola innan han inträdde i dominikanklostret i Sigtuna. Därifrån sändes han på långa studieresor till Tyskland och Italien, varvid han 1500–1501 föreläste i italienska dominikankloster. Efter att ha återkommit till Sverige valdes han 1522 till prior i Sigtuna och utnämndes 1524 med Gustav Vasas stöd till dominikanordens generalvikarie och visitator för Skandinavien. 1528 utsåg han av kungen till biskop i Åbo stift och vigdes samma år utan påvlig stadfästelse.
Genom sin eftergivenhet mot kungamakten blev han ett viktigt redskap för reformationen, trots att han själv förblev katolska kyrkan trogen. Det goda förhållandet till kungen visas av att han 1530 av kungen, rådet och Uppsala domkapitel erbjöds att bli ärkebiskop, men avböjde. Han understödde och uppmuntrade moderata lutheraner. Själv höll fast vid den katolska gudstjänsten och arbetade tillsammans med Laurentius Petri på att omarbeta katolska riter, böner och traditioner för lutherskt bruk och kom här att påverka Mikael Agricola. År 1531 hölls den första svenska mässan i Åbo, och från 1540-talet blev den svenska högmässan norm.
År 1537 indrogs dominikankonventet i Åbo och 1538 Raumo konvent. Även landets övriga kloster drogs in. Endast Nådendals kloster blev kvar, men stängdes i slutet av seklet, då i förfallet skick.
Efter att 1548 flera gånger utan resultat ha begärt avsked erhöll han 1548 Mikael Agricola som stiftschef.